# Lyonetia frigidariella
Lyonetia frigidariella is een vlinder uit de familie van de sneeuwmotten (Lyonetiidae). De wetenschappelijke naam van de soort is voor het eerst geldig gepubliceerd in 1855 door Herrich-Schäffer.